# 羊毛

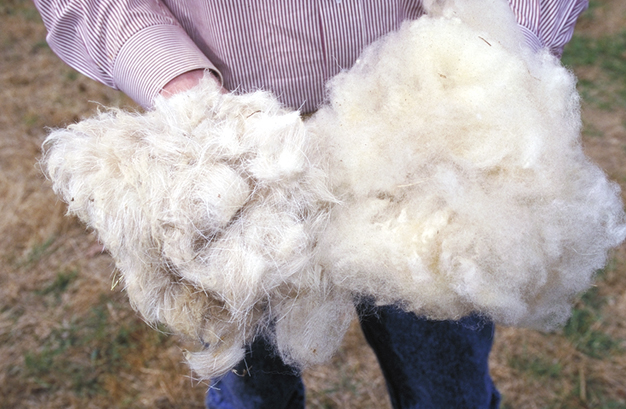
美國亞利桑那州牧羊人手持著白色的幼長羊毛。

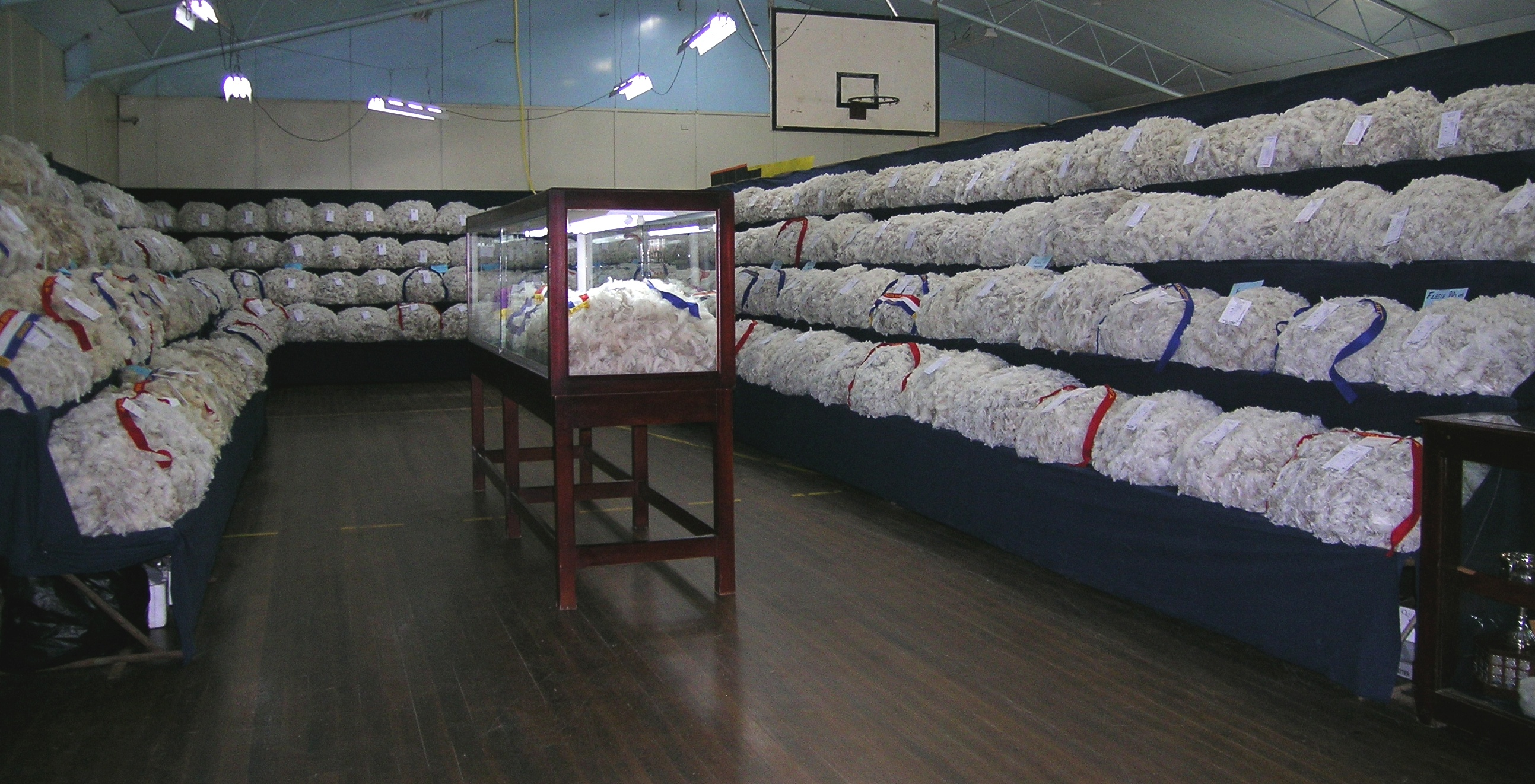
賣毛市集。

羊毛是取自羊亞科動物身上的毛纖維。

## 歷史
早於六千年前人類就已經開始用羊毛來編造衣服。考古人員曾在中東一帶發現了遺址，證明六千年前中東人已開始使用羊毛作為衣服原料。在古羅馬時代，羊毛已開始應用於歐洲，與麻布、皮革一樣，為主要紡織原料。
在中世紀以降，英國由於有較發達的牧羊業，成為羊毛的主要產地。自十九世紀起，英國殖民大洋洲，今日大洋洲國家如澳大利亞、新西蘭，成為羊毛的主要輸出國。

## 纤维结构
显微观察下，羊毛纤维的长度显示出鳞片结构。鳞片的大小不同，很小到相当宽大都有。1厘米细羊毛里面可以找到700个鳞片，而粗毛每厘米少到275个。细羊毛没有粗羊毛那样清晰突出的鳞片，但他们可以在高倍顯微鏡下辨识出来。
羊毛的横截面显示出了三个不同部分的纤维。外面那层，称为角质层，由鳞片形成。这些鳞片形状有点棱角，并不规则又互相重叠，由毛根指向毛尖；它们类似鱼鳞。纤维的主要部分是皮质（由皮层细胞构成）；它延伸至角质层的中心。皮质细胞呈长梭形，赋予了纤维一定的强度和弹性。皮质大概占了纤维团的90%。在纤维的中心是中腔。中腔的尺寸不一，细羊毛可能是看不见（中腔）的。这是在纤维生长过程中养分到达了纤维部分，里面包含了给纤维上色的染料。羊毛纤维长度在3.8到38厘米不等。多数专家已判定，细羊毛通常从3.8到12.7厘米；中毛从6.4到15.2厘米；长（粗）毛从12.7到38厘米。
羊毛的宽度也有很大的差别。细羊毛如美利奴，有约15至17微米的平均宽度；而中羊毛平均为24至34微米和粗羊毛约40微米。有些羊毛纤维非常僵硬和粗糙，这些就是所谓的死毛，平均直径约70微米。
羊毛纤维横截面为近圆形，但大多数羊毛纤维往往形状略呈椭圆形或卵形。羊毛纤维天然卷曲，有内置的波纹。卷曲增加了纤维的弹性和延伸性，也有助于纱线制造。它呈三维结构的；换句话说，它不仅围着纤维轴上下缠绕而且左右缠绕。

## 特性

### 光泽
羊毛纤维有光泽。细中的羊毛往往比较粗的羊毛纤维有光泽。光泽度高的纤维外观光滑。

### 颜色
天然羊毛纤维的颜色取决于羊的品种。冲刷后，大多数毛，是淡黄色偏白色或象牙色。有些纤维可能是灰色的，黑色的，褐色或棕色。

### 强度
羊毛的强度是干燥时1至1.7克/旦；湿润时，它下降到0.7至1.5克/旦。与其他许多纤维相比，羊毛较弱，这一弱点限制了纱线和织物满足人们可用的结构种类。然而，一旦最佳重量和类型的纱线和织物生产出来后，最终使用的产品将会带来超赞的耐磨性，保形性和外观。纤维的性能如回弹性、延伸性和弹性恢复率弥补了其低强度的不足。

### 弹性
羊毛纤维具有优良的弹性和灵活性。在标准条件下，羊毛纤维能延伸20%至40%之间。潮湿环境下，它可以延伸到70%以上。恢复率超强。施加2%伸长之后，纤维能够立即恢复，恢复率达到99%。甚至在10%的延伸后，它也有50%以上的恢复率，除了尼龙，它比其他任何纤维都要高。
羊毛的回弹性非常好。它可以在碾压折皱之后恢复原形。然而，通过加热、加湿和施力，持久的折痕或皱纹会在羊毛织物上形成。这种折痕的持久是分子的变动和聚合物中新的交叉链的形成结果。除了抗压抗皱，羊毛纤维优良的回弹性赋予织物活力，这样形成了通气多孔的织物的良好的遮盖力，厚而保暖的織物的重量轻。羊毛非常灵活柔软，所以它结合简易的操作性和良好的保形性于一身。

### 吸水性
羊毛的标准回潮率为13.6%～16%。饱和条件下，羊毛能吸收其重量29%以上的水分。这种吸收能力，使得羊毛在潮湿、冷气的环境下生存。至于吸湿功能，羊毛产生并释放热量。然而，当湿羊毛开始干燥，蒸发引起的热气被羊毛纤维吸收，尽管当蒸发率降低时致冷因素减缓，但羊毛经历了制冷。羊毛和类似头发纤维的这种吸收湿气和脱浮的特有的性能称为吸湿行为。毛的染色和后整理也因其吸湿性能变得简单容易操作。
尽管羊毛具有吸收性能，它也显示出疏水特性的独特性能。那就是说，它往往容易流动液体却不吸收水分。原因是多种因素的结合：界面表面张力，孔隙分布均匀与低的容积密度。这些水分特性使羊毛可以非常理想地使用在各种情况下，水分成为了一个容易解决的问题。

### 抗静电
羊毛本身是抗靜電。這是因為羊毛屬有機物質，裡面本有濕氣，因此醫學界一般認為羊毛並不太剌激皮膚。

## 產地
目前世界羊毛主要出口國為澳大利亞、紐西蘭、中國、南非以至南美洲國家，例如阿根廷。

## 延伸阅读
[在维基数据编辑]